# Mercury Tower
La Mercury Tower es un rascacielos en San Julián, Malta. Con sus 122 metros de altura, es el edificio más alto de Malta desde 2020, cuando superó la altura de la Portomaso Business Tower, también en San Julián. El edificio cuenta con 32 pisos de espacio mixto residencial y hotelero. Este proyecto fue uno de los últimos firmados personalmente por la arquitecta británica iraquí Zaha Hadid antes de su muerte en 2016. 
La característica más emblemática del edificio es el área "retorcida" entre los pisos 10 y 13, que proporciona su apariencia distintiva. La torre se encuentra parcialmente integrada en la antigua Mercury House, construida en 1903 para albergar la infraestructura de telecomunicaciones del país. La Mercury House fue catalogada de grado de protección II y ha sido restaurada e integrada como parte del proyecto. 